# La Flèche Wallonne

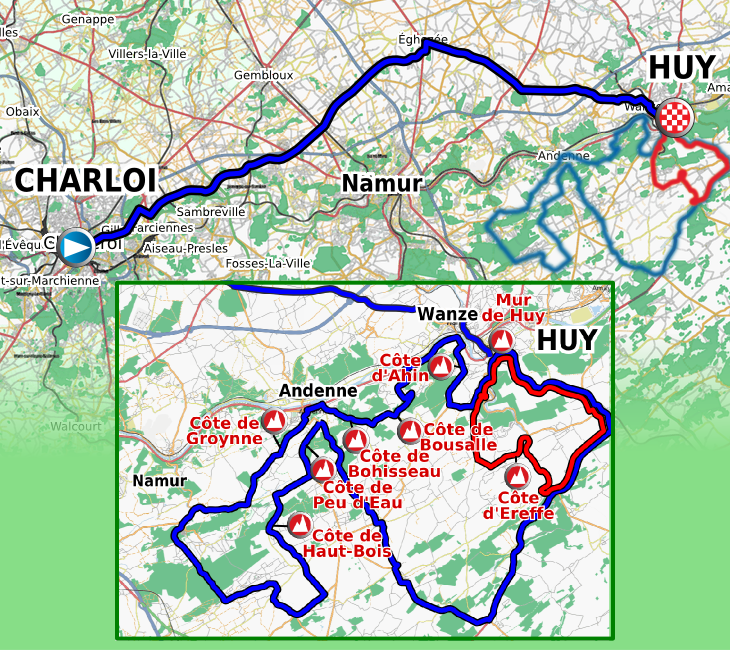
Strecke 2011

La Flèche Wallonne (zu Deutsch: Wallonischer Pfeil) ist ein seit 1936 jährlich (außer 1940) im wallonischen Teil Belgiens ausgetragenes Straßenradrennen, das von der Société du Tour de France veranstaltet wird. Das klassische Eintagesrennen gehörte drei Jahre lang zu der im Jahr 2005 neu eingeführten UCI ProTour, einer Serie der wichtigsten Radrennen des Jahres. Seit 2011 gehört das Rennen zur Nachfolgeserie UCI WorldTour.
La Flèche Wallonne gilt als einer der wichtigen Frühjahrsklassiker des Radsports, befindet sich jedoch von jeher etwas im Schatten des noch prestigeträchtigeren Rennens Lüttich–Bastogne–Lüttich, welches stets vier Tage später ausgetragen wird. Beide Rennen werden zusammen traditionell als das „weekend ardennais“ bezeichnet. In neuester Zeit wird auch das zuvor stattfindende Amstel Gold Race zur „Ardennen-Woche“ gerechnet.

## Strecke

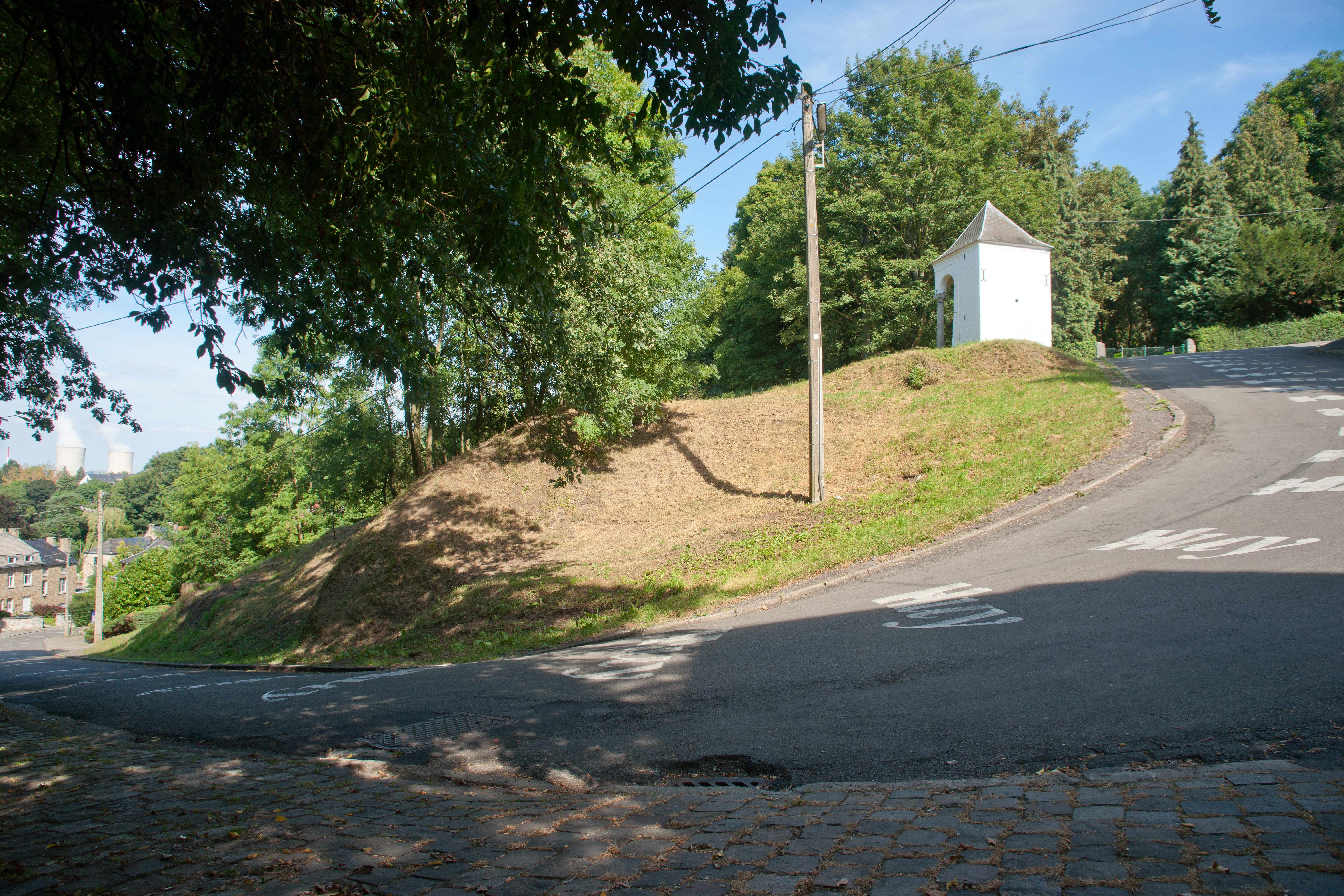
Der Zielanstieg an der Mauer von Huy

In den ersten drei Jahren fand das anspruchsvolle, durch das hügelige Land der belgischen Ardennen führende Rennen zwischen Tournai und Lüttich statt und war bis zu 300 km lang. Bis 1986 wurden wechselnde Strecken gewählt, die nie länger als 250 km waren. Nach den Regeln der UCI darf das Rennen seit Mitte der 1990er Jahre nicht länger als 200 km sein. Nachdem viele Jahre Charleroi der Startort des Rennens gewesen war, wurde er 2019 nach Ans verlegt.
Wichtigstes Charakteristikum des Streckenprofils ist das Ziel in Huy.
Das Ziel liegt am Ende der sogenannten Mauer von Huy, einem schweren Anstieg von rund 1,3 km Länge. Die „Mauer“ ist mit ihrem Steigungsgrad von durchschnittlich 10 %, maximal 27 % für die Entscheidung dieses Radrennens meist von ausschlaggebender Bedeutung.
Seit 1998 wird ein Flèche Wallonne für Frauen ausgetragen, der zuletzt über 98 km führte. Das Rennen zählte bis 2004 zum Rad-Weltcup der Frauen. Das Frauenrennen wurde im Jahr 2016 in den Kalender der neu eingeführten UCI Women’s WorldTour aufgenommen.

## Palmarès
| Jahr                                      | Sieger                | Zweiter                  | Dritter              |
| ----------------------------------------- | --------------------- | ------------------------ | -------------------- |
| 1936                                      | Philémon De Meersman  | Alphonse Verniers        | Camille Michielsen   |
| 1937                                      | Adolphe Braeckeveldt  | Marcel Kint              | Albert Perikel       |
| 1938                                      | Émile Masson junior   | Sylvère Maes             | Cyrille Dubois       |
| 1939                                      | Edmond De Lathouwer   | Huub Sijen               | Albert Perikel       |
| 1940 ausgefallen wegen Zweiten Weltkriegs |                       |                          |                      |
| 1941                                      | Sylvain Grysolle      | Gustaaf Van Overloop     | Jacques Geus         |
| 1942                                      | Karel Thijs           | Frans Bonduel            | Jacques Geus         |
| 1943                                      | Marcel Kint           | Georges Claes            | Désiré Keteleer      |
| 1944                                      | Marcel Kint           | Albéric Schotte          | Marcel Quertinmont   |
| 1945                                      | Marcel Kint           | Lucien Vlaemynck         | André Maelbrancke    |
| 1946                                      | Désiré Keteleer       | René Walschot            | Edward Van Dijck     |
| 1947                                      | Ernest Sterckx        | Maurice Desimpelaere     | Gustaaf Van Overloop |
| 1948                                      | Fermo Camellini       | Albéric Schotte          | Camille Beeckman     |
| 1949                                      | Rik Van Steenbergen   | Edward Peeters           | Fausto Coppi         |
| 1950                                      | Fausto Coppi          | Raymond Impanis          | Jan Storms           |
| 1951                                      | Ferdy Kübler          | Gino Bartali             | Jean Robic           |
| 1952                                      | Ferdy Kübler          | Stan Ockers              | Raymond Impanis      |
| 1953                                      | Stan Ockers           | Ferdy Kübler             | Loretto Petrucci     |
| 1954                                      | Germain Derycke       | Ferdy Kübler             | Jan De Valck         |
| 1955                                      | Stan Ockers           | Alfons Van den Brande    | Stanislas Bober      |
| 1956                                      | Richard Van Genechten | Sante Ranucci            | André Vlayen         |
| 1957                                      | Raymond Impanis       | René Privat              | Victor Wartel        |
| 1958                                      | Rik Van Steenbergen   | Jef Planckaert           | Pierre Everaert      |
| 1959                                      | Jos Hoevenaers        | Marcel Janssens          | Frans Schoubben      |
| 1960                                      | Pino Cerami           | Pierre Beuffeuil         | Constant Goossens    |
| 1961                                      | Willy Vannitsen       | Jean Graczyk             | Frans Aerenhouts     |
| 1962                                      | Henri De Wolf         | Pino Cerami              | Hennes Junkermann    |
| 1963                                      | Raymond Poulidor      | Jan Janssen              | Peter Post           |
| 1964                                      | Gilbert Desmet        | Jan Janssen              | Peter Post           |
| 1965                                      | Roberto Poggiali      | Felice Gimondi           | Tom Simpson          |
| 1966                                      | Michele Dancelli      | Lucien Aimar             | Rudi Altig           |
| 1967                                      | Eddy Merckx           | Peter Post               | Willy Bocklant       |
| 1968                                      | Rik Van Looy          | José Samyn               | Jan Janssen          |
| 1969                                      | Jos Huysmans          | Erik De Vlaeminck        | Eric Leman           |
| 1970                                      | Eddy Merckx           | Georges Pintens          | Erik De Vlaeminck    |
| 1971                                      | Roger De Vlaeminck    | Frans Verbeeck           | Jos Deschoenmaecker  |
| 1972                                      | Eddy Merckx           | Raymond Poulidor         | Willy Van Neste      |
| 1973                                      | André Dierickx        | Eddy Merckx              | Frans Verbeeck       |
| 1974                                      | Frans Verbeeck        | Roger De Vlaeminck       | Walter Godefroot     |
| 1975                                      | André Dierickx        | Frans Verbeeck           | Eddy Merckx          |
| 1976                                      | Joop Zoetemelk        | Frans Verbeeck           | Freddy Maertens      |
| 1977                                      | Francesco Moser       | Giuseppe Saronni         | Freddy Maertens      |
| 1978                                      | Michel Laurent        | Gianbattista Baronchelli | Dietrich Thurau      |
| 1979                                      | Bernard Hinault       | Giuseppe Saronni         | Bernt Johansson      |
| 1980                                      | Giuseppe Saronni      | Sven-Åke Nilsson         | Bernard Hinault      |
| 1981                                      | Daniel Willems        | Adrie van der Poel       | Guido Van Calster    |
| 1982                                      | Mario Beccia          | Jostein Wilmann          | Paul Haghedooren     |
| 1983                                      | Bernard Hinault       | René Bittinger           | Hubert Seiz          |
| 1984                                      | Kim Andersen          | William Tackaert         | Heddie Nieuwdorp     |
| 1985                                      | Claude Criquielion    | Moreno Argentin          | Laurent Fignon       |
| 1986                                      | Laurent Fignon        | Jean-Claude Leclercq     | Claude Criquielion   |
| 1987                                      | Jean-Claude Leclercq  | Claude Criquielion       | Rolf Gölz            |
| 1988                                      | Rolf Gölz             | Moreno Argentin          | Steven Rooks         |
| 1989                                      | Claude Criquielion    | Steven Rooks             | Willem Van Eynde     |
| 1990                                      | Moreno Argentin       | Jean-Claude Leclercq     | Gert-Jan Theunisse   |
| 1991                                      | Moreno Argentin       | Claude Criquielion       | Claudio Chiappucci   |
| 1992                                      | Giorgio Furlan        | Gérard Rué               | Davide Cassani       |
| 1993                                      | Maurizio Fondriest    | Gérard Rué               | Claudio Chiappucci   |
| 1994                                      | Moreno Argentin       | Giorgio Furlan           | Jewgeni Bersin       |
| 1995                                      | Laurent Jalabert      | Maurizio Fondriest       | Jewgeni Bersin       |
| 1996                                      | Lance Armstrong       | Didier Rous              | Maurizio Fondriest   |
| 1997                                      | Laurent Jalabert      | Luc Leblanc              | Alex Zülle           |
| 1998                                      | Bo Hamburger          | Frank Vandenbroucke      | Alberto Elli         |
| 1999                                      | Michele Bartoli       | Maarten den Bakker       | Mario Aerts          |
| 2000                                      | Francesco Casagrande  | Rik Verbrugghe           | Laurent Jalabert     |
| 2001                                      | Rik Verbrugghe        | Ivan Basso               | Jörg Jaksche         |
| 2002                                      | Mario Aerts           | Unai Etxebarria          | Michele Bartoli      |
| 2003                                      | Igor Astarloa         | Aitor Osa                | Alexandre Shefer     |
| 2004                                      | Davide Rebellin       | Danilo Di Luca           | Matthias Kessler     |
| 2005                                      | Danilo Di Luca        | Kim Kirchen              | Davide Rebellin      |
| 2006                                      | Alejandro Valverde    | Samuel Sánchez           | Karsten Kroon        |
| 2007                                      | Davide Rebellin       | Alejandro Valverde       | Danilo Di Luca       |
| 2008                                      | Kim Kirchen           | Cadel Evans              | Damiano Cunego       |
| 2009                                      | Davide Rebellin       | Andy Schleck             | Damiano Cunego       |
| 2010                                      | Cadel Evans           | Joaquim Rodríguez        | Alberto Contador     |
| 2011                                      | Philippe Gilbert      | Joaquim Rodríguez        | Samuel Sánchez       |
| 2012                                      | Joaquim Rodríguez     | Michael Albasini         | Philippe Gilbert     |
| 2013                                      | Daniel Moreno         | Sergio Henao             | Carlos Betancur      |
| 2014                                      | Alejandro Valverde    | Daniel Martin            | Michał Kwiatkowski   |
| 2015                                      | Alejandro Valverde    | Julian Alaphilippe       | Michael Albasini     |
| 2016                                      | Alejandro Valverde    | Julian Alaphilippe       | Daniel Martin        |
| 2017                                      | Alejandro Valverde    | Daniel Martin            | Dylan Teuns          |
| 2018                                      | Julian Alaphilippe    | Alejandro Valverde       | Jelle Vanendert      |
| 2019                                      | Julian Alaphilippe    | Jakob Fuglsang           | Diego Ulissi         |
| 2020                                      | Marc Hirschi          | Benoît Cosnefroy         | Michael Woods        |
| 2021                                      | Julian Alaphilippe    | Primož Roglič            | Alejandro Valverde   |
| 2022                                      | Dylan Teuns           | Alejandro Valverde       | Alexander Wlassow    |
| 2023                                      | Tadej Pogačar         | Mattias Skjelmose        | Mikel Landa          |
| 2024                                      | Stephen Williams      | Kévin Vauquelin          | Maxim Van Gils       |
| 2025                                      | Tadej Pogačar         | Kévin Vauquelin          | Thomas Pidcock       |

| #  | Name                | Siege | Zweiter | Dritter | Siegjahre                    |
| -- | ------------------- | ----- | ------- | ------- | ---------------------------- |
| 1  | Alejandro Valverde  | 5     | 3       | 1       | 2006, 2014, 2015, 2016, 2017 |
| 2  | Julian Alaphilippe  | 3     | 2       | 0       | 2018, 2019, 2021             |
| 2  | Moreno Argentin     | 3     | 2       | 0       | 1990, 1991, 1994             |
| 4  | Eddy Merckx         | 3     | 1       | 1       | 1967, 1970, 1972             |
| 5  | Marcel Kint         | 3     | 1       | 0       | 1943, 1944, 1945             |
| 6  | Davide Rebellin     | 3     | 0       | 1       | 2004, 2007, 2009             |
| 7  | Claude Criquielion  | 2     | 2       | 1       | 1985, 1989                   |
| 8  | Ferdinand Kübler    | 2     | 2       | 0       | 1951, 1952                   |
| 9  | Stan Ockers         | 2     | 1       | 0       | 1953, 1955                   |
| 10 | Laurent Jalabert    | 2     | 0       | 1       | 1995, 1997                   |
| 10 | Bernard Hinault     | 2     | 0       | 1       | 1979, 1983                   |
| 12 | Tadej Pogačar       | 2     | 0       | 0       | 2023, 2025                   |
| 12 | Andre Dierickx      | 2     | 0       | 0       | 1973, 1975                   |
| 12 | Rik van Steenbergen | 2     | 0       | 0       | 1949, 1958                   |

Stand: 23. April 2025